# Ахлю ас-Сунна ва-ль-Джамаа
Ахлу-Сунна валь-Джамаа (сомал. Ahlu Suna Waljamaaca от араб. أهل السنة والجماعة‎ — «приверженцы сунны и джамаата») — сомалийская военизированная группировка, состоящая из суфиев и умеренных мусульман, противопоставляет себя радикальной исламистской группировке «Харакат аш-Шабаб». Она борется за то, чтобы предотвратить навязывание ваххабизма в Сомали и защитить суфийские традиции страны и в целом умеренные религиозные взгляды. Во время сомалийской гражданской войны организация сотрудничала с военачальником Мохамедом Фарахом Айдидом.
«Ахлу-Сунна валь-Джамаа» стала заметной в 2008 году, когда она взяла в руки оружие против «Аш-Шабаб», после того как эта радикальная группировка начала разрушать могилы суфийских святых в стране.
Она одержала большие победы в центральной части Сомали и управляет значительной территорией в провинциях южного Мудуга, Гедо, Галгудуда и частью провинций Хиран, Средняя Шабелле и Баколь.
15 марта 2010 года правительство Сомали и «Ахлу-Сунна валь-Джамаа» подписали соглашение, дающее милиции управление над пятью министерствами в дополнение к дипломатическим постам и руководящим должностям в аппарате национальной безопасности. В обмен милиция будет оказывать военную поддержку против «Аш-Шабаб».

## Сражения
24 апреля 2011 «Ахлу-Сунна валь-Джамаа» отбила город Дусамареб в регионе Галгудуд от «Аш-Шабаб».
28 апреля 2011 «Ахлу-Сунна валь-Джамаа» при поддержке солдат ПФП вступила в бои с «Аш-Шабаб» в городе Лук в провинции Гедо. 27 бойцов «Ахлу-Сунна валь-Джамаа» и 8 солдат ПФП было убито во время боя. Число потерь со стороны «Аш-Шабаб» неизвестно.
3 мая 2011 года несколько часов подряд шла перестрелка между бойцами «Ахлу-Сунна валь-Джамаа» (при поддержке солдат ПФП) и бойцами «Аш-Шабаб» в городе Гарбахаррей провинции Гедо. Город перешёл под контроль «Ахлу-Сунна валь-Джамаа» и ПФП. 3 бойцов «Ахлу-Сунна валь-Джамаа» и 23 бойцов «Аш-Шабаб» во время перестрелки были убиты. Во время боёв лидер «Ахлу-Сунна валь-Джамаа» в регионе Гедо Шейх Хасан Шейх Ахмед (также известный как Qoryoley) также был ранен. Он умер в госпитале Найроби 2 дня спустя.

## Переговоры о создании Государства центральных регионов
В 2014 году велись многосторонние переговоры под эгидой Федерального правительства Сомали о создании автономного Государства центральных регионов, в которое должны были войти Галмудуг, Химан и Хеб и Ахлу-Сунна валь-Джамаа. 30 июля 2014 года Федеральное правительство во дворце Вилла Сомали в Могадишу
официально одобрило проект нового государства, при этом присутствовали президент Сомали Хасан Шейх Махмуд, премьер-министр Сомали и представители ООН, Европейского союза, Африканского союза, IGAD и АМИСОМ. При этом были созданы комитеты, призванные обеспечить формирование новой государственной администрации и проведение соответствующих консультаций в регионах Мудуг и Галгудуд. Государство должно подчиняться федеральной Конституции Сомали.
25 декабря 2014 года в преддверии конференции в Ададо по созданию Государства центральных регионов было создано шесть комиссий.
Тем не менее, сообщалось о вооружённых противостояниях между правительственными войсками и «Ахлу-Сунна валь-Джамаа» в конце 2014 года по причине разногласий, касающихся статуса Гальгудуда.
18 января 2018 года «Ахлу Сунна» объединила свои силы и присоединилось к Галмудугу.